# Beinn na Caillich
Beinn na Caillich (Nederlands: heuvel van de oude vrouw) is een heuvel ten westen van Broadford op het eiland Skye in Schotland. Beinn na Caillich is 732 m hoog en ligt in Swordale, een vallei die doorkruist wordt door de B8083 van Broadford naar Elgol. Het is een van de rode heuvels of rode Cuillin.
De top is bekroond met een opvallend groot steenmannetje, waar volgens een plaatselijke legende Saucy Mary, een Noorse prinses en voormalige bewoonster van het Castle Moil te Kyleakin werd begraven. Een versie stelt dat ze daar wacht op de terugkeer van haar echtgenoot die in het noorden oorlog ging voeren.
Op de oostelijke glooiing die gevormd wordt door de Goir a' Bhlàir ligt de plaats waar een beslissende slag werd geleverd tussen de Clan Mackinnon en de Vikingen.
In 2004 werd de heuvel 10 keer op een dag beklommen door Alan Cope, een inwoner van Broadford. Zijn inspanning leverde 2000 pond sterling op voor de actiegroep Broadford 2000 die zich inzette voor het uitbreiden van ontspanningsmogelijkheden op Zuid-Skye.

## Geologisch verleden
De Cuillin, een reeks van heuvels die zich als een boog over Skye uitstrekt, wordt verdeeld in zwarte en rode heuvels. De zwarte Cuillins, die te zien zijn vanuit Elgol, zijn restanten van vulkanische activiteit, ongeveer 60 miljoen jaar geleden, en latere erosie. De rode Cuillins liggen tussen Glamaig, de meest noordelijke rode Cuillin, even ten zuiden van Sconser en de Beinn na Caillich. De zwarte Cuillins hebben hun kleur van het aanwezige basalt en gabbro terwijl de rode Cuillins, en dus ook de Beinn na Caillich, hoofdzakelijk uit graniet bestaan. Deze heuvels zijn de restanten van een landschap dat vlak na de vulkanische activiteit veel hoger was dan het huidige landschap. Ook de Beinn na Caillich moet, zoals de zwarte Cuillins, gezien worden als de versteende magmakamer van een vulkaan waarvan het grootste gedeelte door erosie is verdwenen.